# Wereldkampioenschappen veldlopen
De wereldkampioenschappen veldlopen vormen het belangrijkste internationale veldlooptoernooi ter wereld. De eerste editie was in 1973, sindsdien werd het door de IAAF, sinds 2019 World Athletics, georganiseerde evenement jaarlijks gehouden. Dezelfde atletiekbond heeft besloten om na de editie van 2011 deze wedstrijd één keer in de twee jaar plaats te laten vinden.

## Geschiedenis
Het toernooi is begonnen met slechts een viertal wedstrijden: 12 km mannen, 8 km vrouwen, 8 km jongens en 8 km meisjes. In 1998 werden er ook twee nieuwe wedstrijden geïntroduceerd, namelijk de korte afstand. Zowel bij de mannen als bij de vrouwen was er ook een race over 4 kilometer. De laatste keer dat deze twee afstanden gelopen werden was in de editie van 2006; sindsdien worden er geen korte afstanden meer gelopen. Ook zijn er geen plannen bekend over een eventuele terugkeer van deze afstanden.
Naast de individuele titels staan er ook landelijke titels op het spel tijdens het toernooi. Zowel bij de mannen, vrouwen, jongens en meisjes worden er ook landelijke prijzen verdeeld. Dit gebeurt op basis van de individuele resultaten van de lopers. Bij de mannen en vrouwen worden de eindposities van de beste zes lopers bij elkaar opgeteld, en het land dat dan het laagste aantal punten heeft, is kampioen. Bij de junioren wordt hetzelfde principe toegepast; alleen hier op basis van slechts de beste drie. Overigens mogen de landen maximaal negen lopers voor de senioren en maximaal vier voor de junioren laten deelnemen.
Sinds 1981 worden alle mannenwedstrijden op de lange maar ook de korte afstand gewonnen door Kenia of Ethiopië. Tevens is diezelfde dominantie van deze Afrikaanse landen te zien bij de vrouwen en junioren. Hierbij zijn alle prijzen naar Kenia of Ethiopië gegaan sinds 1995. Overigens zijn deze landen bij de individuele titels niet zo overheersend als bij de landentitels.
De Ethiopiër Kenenisa Bekele won vijf jaar achter elkaar zowel de lange als de korte afstand. Dit deed hij vanaf 2002 tot en met 2006. Hiermee was hij de enige die vijfmaal achter elkaar de korte afstand won en ook de enige die vijfmaal achter elkaar de korte en de lange afstand won. Ook was hij de enige die dit gepresteerd heeft en dat in de toekomst zal blijven, omdat de korte afstand na 2006 van het programma is gehaald.
De wereldkampioenschappen veldlopen worden ook wel gezien als de moeilijkste race om te winnen. Misschien wel moeilijker dan de Olympische Spelen. Dit is vooral te wijten aan het feit, dat in de meeste grote wedstrijden gescheiden gelopen wordt in de 5000 m, 10.000 m, steeplechase, etc., en met het vervallen van de korte afstand strijden hier alle toppers tegen elkaar.

### Edities
| Jaar | Editie  | Organiserende stad | Land                | Deelnemende landen | Deelnemende atleten |
| ---- | ------- | ------------------ | ------------------- | ------------------ | ------------------- |
| 1973 | I       | Waregem            | België              | 21                 | 286                 |
| 1974 | II      | Monza              | Italië              | 23                 | 269                 |
| 1975 | III     | Rabat              | Marokko             | 26                 | 316                 |
| 1976 | IV      | Chepstow           | Verenigd Koninkrijk | 21                 | 306                 |
| 1977 | V       | Düsseldorf         | West-Duitsland      | 22                 | 345                 |
| 1978 | VI      | Glasgow            | Verenigd Koninkrijk | 27                 | 358                 |
| 1979 | VII     | Limerick           | Ierland             | 27                 | 383                 |
| 1980 | VIII    | Parijs             | Frankrijk           | 28                 | 381                 |
| 1981 | IX      | Madrid             | Spanje              | 39                 | 460                 |
| 1982 | X       | Rome               | Italië              | 33                 | 382                 |
| 1983 | XI      | Gateshead          | Verenigd Koninkrijk | 35                 | 431                 |
| 1984 | XII     | East Rutherford    | Verenigde Staten    | 40                 | 443                 |
| 1985 | XIII    | Lissabon           | Portugal            | 50                 | 570                 |
| 1986 | XIV     | Colombier          | Zwitserland         | 57                 | 670                 |
| 1987 | XV      | Warschau           | Polen               | 47                 | 576                 |
| 1988 | XVI     | Auckland           | Nieuw-Zeeland       | 41                 | 441                 |
| 1989 | XVII    | Stavanger          | Noorwegen           | 41                 | 568                 |
| 1990 | XVIII   | Aix-les-Bains      | Frankrijk           | 59                 | 617                 |
| 1991 | XIX     | Antwerpen          | België              | 51                 | 633                 |
| 1992 | XX      | Boston             | Verenigde Staten    | 53                 | 580                 |
| 1993 | XXI     | Amorebieta-Etxano  | Spanje              | 54                 | 653                 |
| 1994 | XXII    | Boedapest          | Hongarije           | 60                 | 760                 |
| 1995 | XXIII   | Durham             | Verenigd Koninkrijk | 58                 | 619                 |
| 1996 | XXIV    | Stellenbosch       | Zuid-Afrika         | 65                 | 669                 |
| 1997 | XXV     | Turijn             | Italië              | 72                 | 725                 |
| 1998 | XXVI    | Marrakesh          | Marokko             | 66                 | 707                 |
| 1999 | XXVII   | Belfast            | Verenigd Koninkrijk | 66                 | 759                 |
| 2000 | XXVIII  | Vilamoura          | Portugal            | 76                 | 805                 |
| 2001 | XXIX    | Oostende           | België              | 67                 | 790                 |
| 2002 | XXX     | Dublin             | Ierland             | 59                 | 664                 |
| 2003 | XXXI    | Lausanne           | Zwitserland         | 65                 | 605                 |
| 2004 | XXXII   | Brussel            | België              | 72                 | 673                 |
| 2005 | XXXIII  | Saint-Galmier      | Frankrijk           | 72                 | 695                 |
| 2006 | XXXIV   | Fukuoka            | Japan               | 59                 | 574                 |
| 2007 | XXXV    | Mombassa           | Kenia               | 63                 | 470                 |
| 2008 | XXXVI   | Edinburgh          | Verenigd Koninkrijk | 23                 | 448                 |
| 2009 | XXXVII  | Amman              | Jordanië            | 57                 | 459                 |
| 2010 | XXXVIII | Bydgoszcz          | Polen               | 59                 | 437                 |
| 2011 | XXXIX   | Punta Umbría       | Spanje              | 51                 | 423                 |
| 2013 | XL      | Bydgoszcz          | Polen               | 41                 | 398                 |
| 2015 | XLI     | Guiyang            | China               | 51                 | 410                 |
| 2017 | XLII    | Kampala            | Oeganda             | 60                 | 557                 |
| 2019 | XLIII   | Aarhus             | Denemarken          | 63                 | 520                 |
| 2023 | XLIV    | Bathurst           | Australië           | 48                 | 453                 |
| 2024 | XLV     | Belgrado           | Servië              | 51                 | 485                 |

## Individuele titels
| Jaar | Mannen 12 km                | Mannen 4 km        | Vrouwen 8 km *   | Vrouwen 4 km     |
| ---- | --------------------------- | ------------------ | ---------------- | ---------------- |
| 1973 | Pekka Päivärinta            |                    | Paola Pigni      |                  |
| 1974 | Erik De Beck                |                    | Paola Pigni      |                  |
| 1975 | Ian Stewart                 | Julie Brown        |                  |                  |
| 1976 | Carlos Lopes                | Carmen Valero      |                  |                  |
| 1977 | Leon Schots                 | Carmen Valero      |                  |                  |
| 1978 | John Treacy                 | Grete Waitz        |                  |                  |
| 1979 | John Treacy                 | Grete Waitz        |                  |                  |
| 1980 | Craig Virgin                | Grete Waitz        |                  |                  |
| 1981 | Craig Virgin                | Grete Waitz        |                  |                  |
| 1982 | Mohamed Kedir               | Maricica Puică     |                  |                  |
| 1983 | Bekele Debele               | Grete Waitz        |                  |                  |
| 1984 | Carlos Lopes                | Maricica Puică     |                  |                  |
| 1985 | Carlos Lopes                | Zola Budd          |                  |                  |
| 1986 | John Ngugi                  | Zola Budd          |                  |                  |
| 1987 | John Ngugi                  | Annette Sergent    |                  |                  |
| 1988 | John Ngugi                  | Ingrid Kristiansen |                  |                  |
| 1989 | John Ngugi                  | Annette Sergent    |                  |                  |
| 1990 | Khalid Skah                 | Lynn Jennings      |                  |                  |
| 1991 | Khalid Skah                 | Lynn Jennings      |                  |                  |
| 1992 | John Ngugi                  | Lynn Jennings      |                  |                  |
| 1993 | William Sigei               | Albertina Dias     |                  |                  |
| 1994 | William Sigei               | Hellen Chepngeno   |                  |                  |
| 1995 | Paul Tergat                 | Derartu Tulu       |                  |                  |
| 1996 | Paul Tergat                 | Gete Wami          |                  |                  |
| 1997 | Paul Tergat                 | Derartu Tulu       |                  |                  |
| 1998 | Paul Tergat                 | John Kibowen       | Sonia O'Sullivan | Sonia O'Sullivan |
| 1999 | Paul Tergat                 | Benjamin Limo      | Gete Wami        | Jackline Maranga |
| 2000 | Mohammed Mourhit            | John Kibowen       | Derartu Tulu     | Kutre Dulecha    |
| 2001 | Mohammed Mourhit            | Enock Koech        | Paula Radcliffe  | Gete Wami        |
| 2002 | Kenenisa Bekele             | Kenenisa Bekele    | Paula Radcliffe  | Edith Masai      |
| 2003 | Kenenisa Bekele             | Kenenisa Bekele    | Werknesh Kidane  | Edith Masai      |
| 2004 | Kenenisa Bekele             | Kenenisa Bekele    | Benita Johnson   | Edith Masai      |
| 2005 | Kenenisa Bekele             | Kenenisa Bekele    | Tirunesh Dibaba  | Tirunesh Dibaba  |
| 2006 | Kenenisa Bekele             | Kenenisa Bekele    | Tirunesh Dibaba  | Gelete Burka     |
| 2007 | Zersenay Tadese             |                    | Lornah Kiplagat  |                  |
| 2008 | Kenenisa Bekele             | Tirunesh Dibaba    |                  |                  |
| 2009 | Gebre-egziabher Gebremariam | Florence Kiplagat  |                  |                  |
| 2010 | Joseph Ebuya                | Emily Chebet       |                  |                  |
| 2011 | Imane Merga                 | Vivian Cheruiyot   |                  |                  |
| 2013 | Japhet Kipyegon Korir       | Emily Chebet       |                  |                  |
| 2015 | Geoffrey Kipsang Kamworor   | Agnes Tirop        |                  |                  |
| 2017 | Geoffrey Kipsang Kamworor   | Irene Cheptai      |                  |                  |
| 2019 | Joshua Cheptegei            | Hellen Obiri       |                  |                  |
| 2023 | Jacob Kiplimo               | Beatrice Chebet    |                  |                  |
| 2024 | Jacob Kiplimo               | Beatrice Chebet    |                  |                  |

* Totdat er in 1998 voor de korte afstanden aparte kampioenschappen ontstonden, liep het te lopen aantal kilometers voor de lange afstand bij de vrouwen geleidelijk aan op van 4 km in 1973 tot 6,6 km in 1997.
1973 · 
1974 · 
1975 · 
1976 · 
1977 · 
1978 · 
1979 · 
1980 · 
1981 · 
1982 · 
1983 · 
1984 · 
1985 · 
1986 · 
1987 · 
1988 · 
1989 · 
1990 · 
1991 · 
1992 · 
1993 · 
1994 · 
1995 · 
1996 · 
1997 · 
1998 · 
1999 · 
2000 · 
2001 · 
2002 · 
2003 · 
2004 · 
2005 · 
2006 · 
2007 · 
2008 · 
2009 · 
2010 · 
2011 · 
2013 · 
2015 · 
2017 · 
2019 · 
2023 · 
2024